# آنتونیو باتسینی

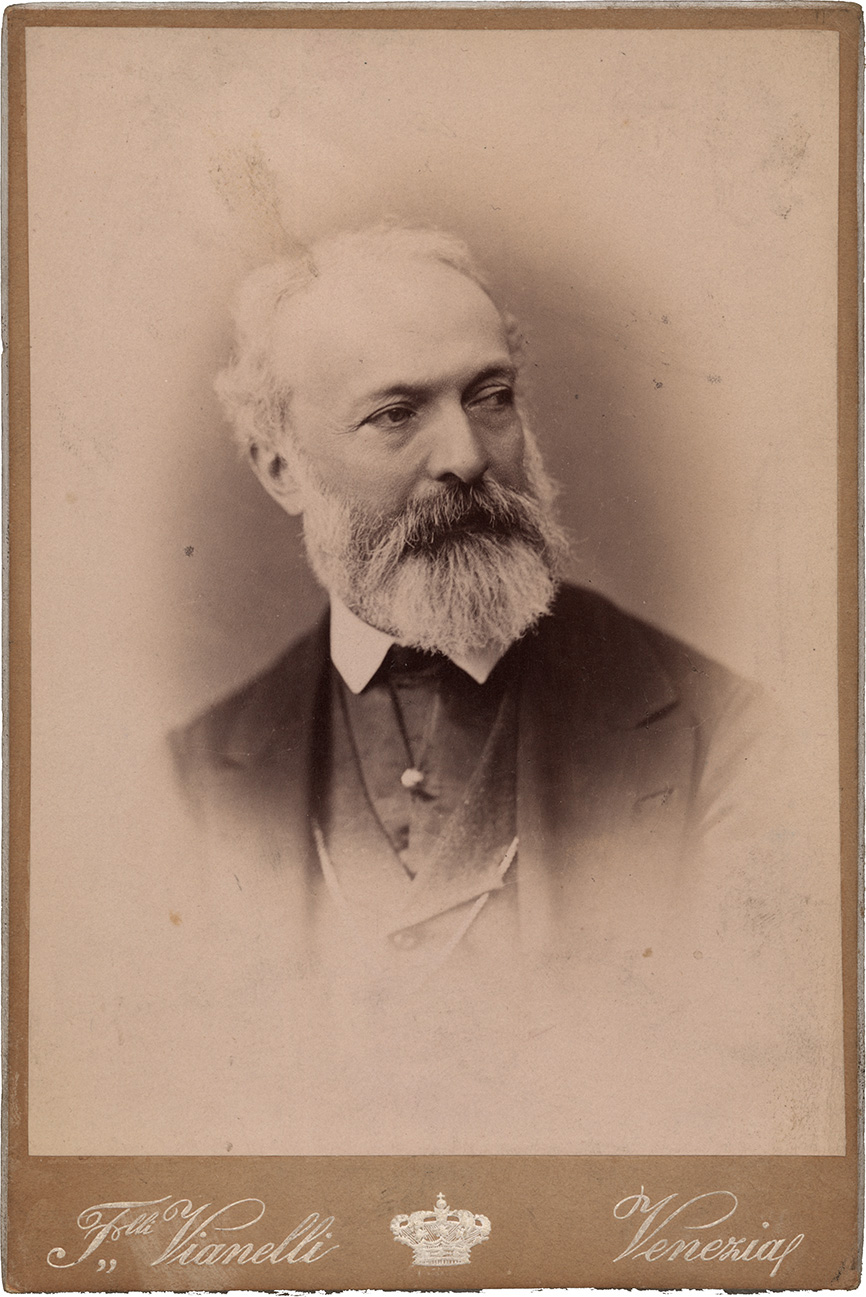
باتسینی در میانسالی

آنتونیو جوزپه باتسینی (به ایتالیایی: Antonio Bazzini؛ زاده ۱۱ مارس ۱۸۱۸ و درگذشته ۱۰ فوریه ۱۸۹۷) ویولونیست، آهنگساز و مدرس موسیقی اهل ایتالیا بود.
به عنوان یک آهنگساز، ماندگارترین فعالیت وی موسیقی مجلسی او است که برای وی جایگاهی برجسته در دوره رنسانس موسیقی بی کلام ایتالیایی در قرن نوزدهم به همراه داشت. با این حال موفقیت او به عنوان یک آهنگساز تحت‌الشعاع شهرت وی به عنوان یکی از بهترین کنسرت ویولونیست‌های قرن نوزدهم است. معروفترین اثر وی رقص لوتنها است.

## زندگی‌نامه

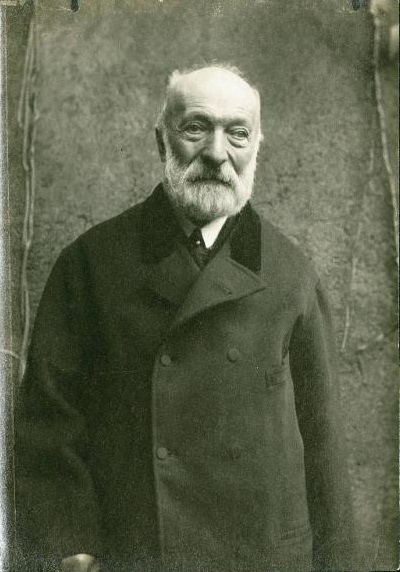
آنتونیو باتسینی در واپسین سالهای زندگی در میلان ایتالیا

آنتونیو باتسینی در تاریخ ۱۱ مارس ۱۸۱۸ در بِرِشا واقع در ایتالیا متولد شد. خانواده او از خانواده‌های قدیمی برشا بودند، با این وجود تصمیمات اقتصادی پدرش خانواده را به فقر کشاند. باتسینی در کودکی پدرش را از دست داد و آنتونیو بوسلینی سرپرستی وی را پذیرفت. او مردی هنردوست و شاعر بود و به سرودن قصیده و ترانه علاقه داشت و همچنین مزامیر را نیز ترجمه کرده بود. زمانی که باتسینی ۷ ساله بود پدرخوانده‌اش کاپل مایستر فاستینو کامیسانی را به عنوان مربی ویولن برای او استخدام کرد. چهار سال بعد کامیسانی فوت کرد ولی باتسینی با استعداد ویژه‌ای نواختن ویولن را آموخته بود. در هفده سالگی مسئول موسیقی کلیسای برشا شد. به همین دلیل آثار اولیه وی تمی مذهبی دارند. در ۲۰ مارس ۱۸۳۶، زمانی که در یک کوینت که توسط لوئیجی ساوی ترتیب داده شده بود ویولن نواخت، زندگی‌اش تغییر کرد. این اجرا در حضور پاگانینی انجام شد. پاگانینی به وی توصیه کرد که به‌طور انفرادی به اجرای تور کنسرت بپردازد. باتسینی این توصیه را پذیرفت و در سال ۱۸۳۷ به میلان، ونیز، وین و بوداپست سفر کرد. از سال ۱۸۴۱ تا ۱۸۴۵ نیز به کشورهای آلمان، دانمارک و لهستان سفر کرد. وی بیشتر عمر خود را در آلمان در شهر لایپزیگ گذراند و در آن زمان در ارکستر مندلسون فعال بود. در سال ۱۸۴۸ برای برگزاری کنسرت به اسپانیا رفت و در بازگشت در سال ۱۸۵۲ در پاریس اقامت گزید. در سال ۱۸۶۴ پس از اجرای کنسرتی در هلند به برشا بازگشت. در سال ۱۸۷۳ به درجه استادی در رشته تئوری موسیقی در کنسرواتوار میلان نائل آمد و در سال ۱۸۸۲ به ریاست آن رسید. باتسینی در ۱۰ فوریه ۱۸۹۷ دیده از جهان فروبست.

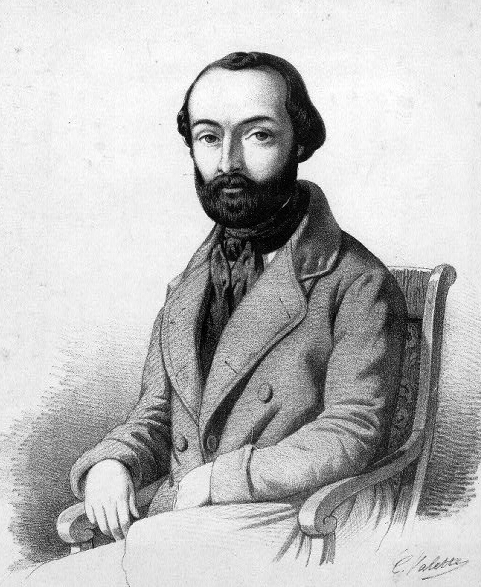
طرحی از آنتونیو باتسینی در سالهای جوانی

## موسیقی
باتسینی یکی از مهمترین و مورد توجه‌ترین هنرمندان زمان خود بود و تأثیر عمیقی بر جیاکومو پوچینی آهنگساز و اُپرانویس هم عصر خود گذاشت. ماندگارترین کار باتسینی موسیقی مجلسی وی است که در فرم‌های کلاسیک آلمانی نوشته شده‌است. از برجسته‌ترین آثار وی می‌توان به کوارتت زهی شماره ۱ اشاره کرد که برنده اولین جایزه انجمن کوارتت میلان در سال ۱۸۶۴ شد. از مشخصه‌های موسیقی باتسینی وجود تکنیک بالا با بیانی شیوا و بدون استفاده از احساسات زیاد است.
هنرمندان زیادی آثار وی را اجرا کرده‌اند و سعی کرده‌اند با اجرای قطعه زیبا و دشوار رقص لوتنها که حاوی سکوتهای سریع و دو ضربی (با استفاده از چهار انگشت دست چپ) و پیتزیکاتو با دست چپ است به همراه اضافات و پیش درآمدهای آن، خود را مطرح کنند. از این نوازندگان می‌توان به برونیسلاو هوبرمان، یاشا هایفتز، یهودی منوهین و ایتساک پرلمان اشاره کرد.

## سایر فعالیت‌ها
وی در تأسیس انجمن کنسرت (Società dei Concerti) نقش عمده‌ای داشت و همچنین در کنار آن سولیست‌های توانمندی مثل هانس فون بلوف و آنتون روبینشتاین را معرفی کرد.
در سال‌های ۱۸۷۰ و ۱۸۷۴، در کنار وردی، نقش مهمی در ایجاد گام استاندارد کنسرت (۴۴۰ هرتز) داشت که اولین بار در سال ۱۸۸۱ توسط کنگره موسیقی ایتالیایی (Congresso dei Musicisti Italiani) در ایتالیا به رسمیت شناخته شد.

## آثار منتخب
گزیده‌ای از مهمترین آثار باتسینی :
- ساول , پیش درآمد ( 1864)

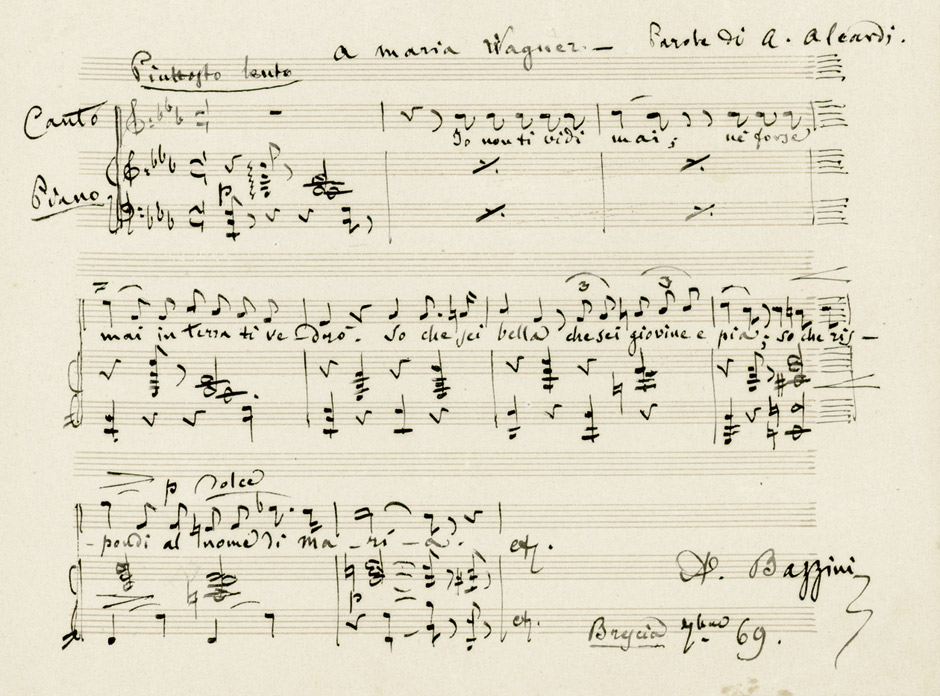
برگه نت نویسی شخصی باتسینی، ۱۸۶۹

- رقص لوتنها ( La Ronde des lutins )، برای ویولن و پیانو - op. 25
- کنسرتو برای ویولن و ارکستر شماره چهار، در لا مینور - op. 38
- کنسرتو برای ویولن و ارکستر شماره پنج، نظامی - op. 42
- سه قطعه سونات برای ویولون و پیانو - op. 44
- سوناتا برای ویولون و پیانو در می مینور - op. 55
- شاه لیر، پیش درآمد ( 1871) - op. 68
- کوارتت زهی شماره یک در دو ماژور ( 1864 )
- کوارتت زهی شماره دو در رِ مینور - Op. 75
- کوراتت زهی شماره سه در می فلت ماژور - Op. 76
- شعر سمفونیک در می مینور برای فرانچسکا دا ریمینی - op. 77
- کوارتت زهی شماره 4 در سل ماژور - op. 79
- کوارتت زهی شماره 5 در فا مینور - op. 80
- کوارتت زهی شماره 6 در فا ماژور
- قطعات متنوع برای ارکستر ویولن با نام دعوت به رقص توسط کارل ماریا ون وبر
- سینفونیا در فا ماژور

### اپرا
- سیلفوی عاشق ، Il silfo e l'innamorato, (میلان ۱۸۶۵)
- توندرا، Turanda (میلان ۱۸۶۷)